# CSI: Cyber (seizoen 1)
Dit artikel vat het eerste seizoen van CSI: Cyber samen. Dit seizoen liep van 4 maart 2015 tot 13 mei 2015 en bevatte dertien afleveringen. 

## Rolverdeling

### Hoofdrollen
- Patricia Arquette - dr. Avery Ryan
- James Van Der Beek - Elijah Mundo
- Peter MacNicol - Simon Sifter
- Shad Moss - Brody Nelson
- Charley Koontz - Daniel Krummitz
- Hayley Kiyoko - Raven Ramirez

### Terugkerende rollen
- Michael Irby - David Ortega
- Jason George - Colin Vickner
- Angela Trimbur - Francine Krumitz
- Alexie Gilmore - Devon Atwood

## Afleveringen
| Nr. | Aflevering | Titel                | Regisseur        | Schrijver(s)                                   | Selectie gastrollen | Uitzenddatum  |  |
| --- | ---------- | -------------------- | ---------------- | ---------------------------------------------- | --- | ------------- |  |
| 1 | 1          | Kidnapping 2.0       | Eagle Egilsson   | Carol Mendelsohn Ann Donahue Anthony E. Zuiker | Susan May Pratt - Fran Reynolds Kenneth Mitchell - Steve Reynolds Brady Smith - Bill Hookstraten Rae Gray - Vicky McDale Jake Richardson - Ricky Scaggs                                                                                                | 4 maart 2015  |  |
| Wanneer een baby wordt ontvoerd uit een woning blijkt na onderzoek dat de babycamera gehackt is, en wordt de hulp ingeroepen van dr. Ryan en haar team. Het team ontdekt dat deze baby niet de enige is die zo ontvoerd is, en zij ontdekken verder een illegale veilingsite die de ontvoerde baby’s op een zwarte markt tegen opbod verkopen. Nu moet het team een race tegen de klok voeren om de ontvoerde baby terug te vinden.                                                                      |            |                      |                  |                                                | |               |  |
| 2 | 2          | CMND:\Crash          | Jeff T. Thomas   | Pam Veasey Craig O'Neill                       | Joe Reegan - Alex Davis Christopher Douglas Reed - Ronnie Dalton Alisa Allapach - vriendin Noel Arthur - politieagent Joanna Bennett - Sarah | 11 maart 2015 |  |
| Een ongeluk met een achtbaan met dodelijke afloop blijkt na onderzoek veroorzaakt te zijn door een hack in het besturingssysteem van de achtbaan. Het team van dr. Ryan wordt opgeroepen om onderzoek te doen naar de dader. Ondertussen heeft Nelson moeite om zich aan te passen in het team nu hij op het rechte pad moet blijven. Mundo vindt het moeilijk om te leven zonder zijn dochter die nu bij haar moeder woont.                                                                             |            |                      |                  |                                                | |               |  |
| 3 | 3          | Killer En Route      | Richard J. Lewis | Matt Whitney Brandon Guercio                   | Aaron Abrams - Patrick Murphy James C. Burns - rechercheur Brian Linney Trevor St. John - Derrick Wilson Jackson Davis - Cade Matthews Anne Leighton - Regina                                                                                          | 18 maart 2015 |  |
| Wanneer chauffeurs van een Uber vervoersbedrijf willekeurig worden vermoord wordt het team van dr. Ryan opgeroepen voor onderzoek. Zij ontdekken dat de dader het computersysteem van dit bedrijf hackt voor zijn volgende doelwit. Nu moeten zij alles op alles zetten om de identiteit van de dader te achterhalen voordat er meerdere slachtoffers vallen. Ondertussen moeten Krumitz en zijn zus de mogelijkheid accepteren dat de moordenaar van hun ouders vrij kan komen na zijn gevangenisstraf. |            |                      |                  |                                                | |               |  |
| 4 | 4          | Fire Code            | Howard Deutch    | Matt Whitney                                   | Will Peltz - Meta Adam Shapiro - Rusty Isiah Adams - Icarus Tom Beyer - Dave Carlos E. Campos - Donald O'Hare | 25 maart 2015 |  |
| Wanneer een hacker vanaf een afstand brandstichtingen pleegt wordt het team van dr. Ryan op onderzoek uitgestuurd. Het blijkt dat de dader een bekende is uit zijn verleden van Nelson. Ondertussen krijgt Mundo een verrassing te verwerken over zijn ex-vrouw, zij wil samen met hun dochter verhuizen naar San Diego. |            |                      |                  |                                                | |               |  |
| 5 | 5          | Crowd Sourced        | Eriq La Salle    | Craig O'Neill                                  | Andrew Lawrence - Tobin Shelley Robertson - Marie Carter Nathan Sutton - Miles Jensen / bommenlegger Rane Jameson - Josh | 8 april 2015  |  |
| Wanneer iemand bomaanslagen pleegt wordt het team van dr. Ryan op onderzoek uitgestuurd. Zij ontdekken dat de dader gefixeerd is op het openbaren van de in zijn ogen waarheid over technologie in de maatschappij. |            |                      |                  |                                                | |               |  |
| 6 | 6          | The Evil Twin        | Rob Bailey       | Pam Veasey                                     | Justin Bruening - Evan Wescott Kristopher Higgins - Shane Tillman Heather McComb - Elaine Kelly Albanese - Adel Foster John Allsopp - hotelmanager | 15 april 2015 |  |
| Wanneer het vermoorde lichaam van een vrouw wordt gevonden wordt het team van dr. Ryan opgeroepen om onderzoek te doen. Zij ontdekken dat haar elektronische apparaten aangeven dat zij nog drie dagen leefde na haar dood. Nu moeten zij uitzoeken hoe dit mogelijk is en wie achter de moord zit. |            |                      |                  |                                                | |               |  |
| 7 | 7          | URL, Interrupted     | Kate Dennis      | Kate Sargeant Curtis                           | Byron Mann - Jordan Tan Irene Choi - Zoey Tan Ashley Jones - Arianna Peterson Booboo Stewart - Owen Campbell Nathan Gamble - Aaron Sifter Ana Mulvoy-Ten - Jennifer Mayfield                                                                           | 21 april 2015 |  |
| Een highschoolstudent is het slachtoffer van intense cyberpesterijen en belooft wraak te nemen op de daders. Het team van dr. Ryan wordt opgeroepen om dit te onderzoeken en te stoppen voordat het uit de hand loopt. |            |                      |                  |                                                | |               |  |
| 8 | 8          | Selfie 2.0           | Eagle Egilsson   | Anthony E. Zuiker                              | Rosanna Arquette - Trish McCarthy Lisa Darr - Judith Bowers Aja Evans - Juliet Gillerman Grace Phipps - Vanessa Gillerman Brett Rickaby - Jasper Cross                                                                                                 | 22 april 2015 |  |
| Nadat jonge vrouwen worden ontvoerd, en hun sociale netwerken up-to-date worden gehouden, wordt het team van dr. Ryan op onderzoek uitgestuurd. Ondertussen helpt dr. Ryan een voormalige patiënte van haar met het verwerken van de dood van haar zus. |            |                      |                  |                                                | |               |  |
| 9 | 9          | L0m1s                | Nathan Hope      | Michael Brandon Guercio                        | Colby French - Robert Hart Rachael Kathryn Bell - Willa Hart Kristin Carey - senator Carla Finnis Matisha Baldwin - TSA agent Sarah Butler - Chelsea                                                                                                   | 29 april 2015 |  |
| Wanneer negen vliegtuigen, die vertrokken zijn van hetzelfde vliegveld, worden aangevallen door een gecoördineerde wi-fi aanval wordt het team van dr. Ryan op onderzoek uitgestuurd. Tijdens het onderzoek wordt Krumitz geobsedeerd naar het vinden van de hacker van deze aanval. |            |                      |                  |                                                | |               |  |
| 10 | 10         | Click Your Poison    | Dermott Downs    | Denise Hahn                                    | Tehmina Sunny - Tanya Schaffer Dahlia Salem - Jane Bruno Kevin Oestenstad - Paul Cummings Brian McNamara - Marcus Billings Kamal Jones - man Rod Keller - Shawn Morris                                                                                 | 6 mei 2015    |  |
| Wanneer een man overlijdt nadat hij medicijnen toegediend kreeg van een gehackte medische website gaat het team van dr. Ryan op onderzoek uit. |            |                      |                  |                                                | |               |  |
| 11 | 11         | Ghost in the Machine | Alex Zakrzewski  | Richard Catalani Carly Soteras                 | Antonio Jaramillo - Viper75 René Ashton - mrs. Chapman Max Barakat - Spencer Chapman Mark Totty - mr. Chapman Stephanie Drake - Jessica Pope Dejon LaQuake - Micah Gordon                                                                              | 12 mei 2015   |  |
| Wanneer een vijftienjarige jongen wordt vermoord gaat het team van dr. Ryan op onderzoek uit. Zij ontdekken dat hij per ongeluk is gedood door een geweer die hij heeft verkregen door een online videospel. Verder onderzoek vertelt hen dat een hacker in populaire videospellen inbreekt om zo kwetsbare spelers te overtuigen om een illegale wapen te nemen. Het team vermoedt dat Trigger, een beruchte cybercrimineel, hier achter zit en opent de jacht op hem.                                  |            |                      |                  |                                                | |               |  |
| 12 | 12         | Bit by Bit           | Aaron Lipstadt   | Thomas Hoppe                                   | Tony Amendola - Ellis Christos Brandon Barash - Stephen Christos Robin Karfo - Tabitha Chistos Neil Brown jr. - rechercheur Lucas Kerr - Henry Spitz Blake Shields - Jeremy Spitz Frank Krueger - James Schaeffer William McMullen - Jeffrey Schaeffer | 13 mei 2015   |  |
| Nadat een juwelier wordt overvallen met dodelijke afloop wordt het team van dr. Ryan op onderzoek uitgestuurd. Zij ontdekken dat de overvallers een stroomuitval in de stad hebben veroorzaakt om zo de overval te kunnen plegen. Verder onderzoek wijst uit dat de juwelen niet het doel was van de overvallers. |            |                      |                  |                                                | |               |  |
| 13 | 13         | Family Secrets       | Anton Cropper    | Craig O'Neill Pam Veasey Matt Whitney          | Brent Sexton - Andrew Michaels David Dastmalchian - Logan Reeves Scotty McKnight - rechercheur Deron Paul - Taylor Pettis | 13 mei 2015   |  |
| Dr. Ryan ontdekt de identiteit van de hacker die verantwoordelijk is voor het stelen van de dossiers van haar patiënten toen zij nog actief was als psychiater. Zij confronteert hem nu met het feit dat een patiënt van haar hierdoor de dood vond. Ondertussen zoekt Krumitz de confrontatie op met de moordenaar van zijn ouders. |            |                      |                  |                                                | |               |  |